# Нарынский областной комитет КП Кыргызстана
Нарынский (в 1939—1962 Тянь-Шаньский) областной комитет КП Киргизской ССР — орган управления Нарынской (с 1939 по 1962 Тянь-Шаньской) областной парторганизацией, существовавшей в 1939—1959, 1970—1988 и 1990—1991 годах.
Тянь-Шаньская область с центром в г. Нарын образована 21.11.1939, 30.12.1962 упразднена.
11.12.1970 образована Нарынская область, 5.10.1988 упразднена, территория вошла в состав Иссык-Кульской и Ошской областей.
Восстановлена 14.12.1990.

## Первые секретари Тянь-Шаньского обкома (1939—1962)
- 11.1939-01.1941 — Зайцев, Сергей Иванович (11.1939-5.03.1940 секретарь оргбюро ЦК КП(б) Киргизии по Нарынской области)
- 1941 — Бошкоев, Мусабек
- 1942—1943 — Айдаров, Бекбо
- 1943—1945 — Тесленко, Григорий Степанович
- 1945—1947 — Иманалиев, Шадыкан
- 1948—1952 — Тойгомбаев, Джаманкул
- 1952−1955 — Сыдыков, Садык Сыдыкович
- 1955—1960 — Исаев, Мухамбет
- 1960-12.1962 — Садыбакасов, Кемель Аманович

## Первые секретари Нарынского обкома (1970—1988, 1991)
- /1971/-1975 — Джунусалиев, Малабай
- 1975—1980 — Савитахунов, Алымбек Савитахунович
- 1980-23.12.1985 — Сыдыков, Матен
- 23.12.1985-5.10.1988 — Мураталин, Искендер Садыкович
- 10.02-05.1991 — Айтбаев, Таштемир Сыдыгалиевич
- 05-12.08.1991 — Искаков, Шейшенбек Джумабекович